# 뮤직플러스
《조수빈의 뮤직플러스》는 한국방송공사의 라디오 채널인 KBS 해피FM에서 일요일 아침 7시 10분부터 오전 9시까지 방송되었던 팝 음악전문 라디오 프로그램이다. 2018년 5월 27일 자로 2년 만에 폐지되었다.

## 프로그램 소개
- 일요일 아침을 깨우는 음악으로 길 위에서 들으면 더 좋은 음악과 어느새 콧노래를 흥얼거리는 당신의 뮤직 플러스는 조수빈 아나운서와 함께한다.

## DJ
- 조수빈 아나운서

## 요일별 코너
일요일
- 서점 가는 길 WITH 표정훈 평론가
- 일요에세이 "골목길 접어들 때에"